# Marcovaldo di Annweiler

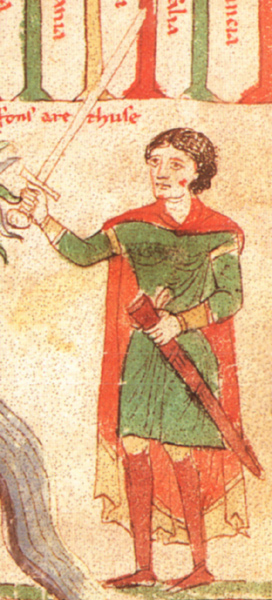
Marcovaldo di Annweiler in un'illustrazione del Liber ad honorem Augusti di Pietro da Eboli

Marcovaldo di Annweiler (anche Marcoaldo o Marcoalto o Marquardo di Annevillir; in tedesco Markward von Annweiler; 1150 circa – Patti, 1202) fu siniscalco del Sacro Romano Impero e reggente del Regno di Sicilia.

## Biografia
Marcovaldo non apparteneva alla nobiltà libera ma alla classe subalterna dei ministeriali, destinata al servizio leale dell'amministrazione dell'impero in ogni possibile ruolo. Marcovaldo ricoprì tale incarico sotto il regno del Barbarossa, emergendo come una delle più importanti figure dell'amministrazione.
Dal 1184 passò al servizio del successore del Barbarossa, suo figlio Enrico VI. L'imperatore lo nominò duca di Ravenna, margravio di Ancona e conte d'Abruzzo, collocandolo in una posizione altamente strategica nell'Italia centro-settentrionale. Morto Enrico, Marcovaldo sostenne inizialmente la vedova Costanza di Sicilia, ma in seguito si ritrovò suo nemico. Venne infatti scomunicato da parte dei papi Celestino III e Innocenzo III nel contesto della riappropriazione dei possedimenti della Chiesa.
Restando in Italia, Marcovaldo, insieme a Diopoldo von Hohenburg, prese le parti di Filippo di Svevia, fratello di Enrico. Le sue attività politiche e militari causavano gravi problemi ai pontefici, il cui controllo sulla Sicilia si andava indebolendo. Due anni dopo la morte di Costanza (1198), Filippo concesse a Marcovaldo la signoria su Palermo, dove risiedeva l'erede al trono, il minorenne Federico II. Inevitabile fu lo scontro con Gualtieri di Brienne che il papa aveva inviato nel regno di Sicilia per ristabilire il controllo: malgrado le sconfitte iniziali subite, Marcovaldo si impadronì di Palermo e divenne tutore di Federico e reggente di Sicilia. Afflitto da calcoli renali, morì poco dopo in seguito al tentativo di intervento chirurgico.
Gli successe Guglielmo Capparone, forse uno dei cavalieri tedeschi facenti parte del séguito di Enrico VI.